# Estratègia barrejada
El concepte d'estratègia barrejada o estratègia mixta es fa servir a la teoria de jocs per descriure una estratègia que comprèn els possibles moviments i la distribució de probabilitat, que correspon a la freqüència amb què cada moviment es tria. Una estratègia totalment barrejada és una estratègia barrejada en la qual el jugador assigna una probabilitat estrictament positiva a cada estratègia pura. Les estratègies totalment barrejades són importants per al refinament de l'equilibri.
L'estratègia barrejada s'ha d'entendre observant el contrast amb l'estratègia pura, on cada jugador juga una única estratègia amb probabilitat 1.

## Definicions formals
Recordem que un joc rectangular està format d'un conjunt N, d'una col·lecció de conjunts {\displaystyle \{{D_{j}}\}_{j\in N}} i d'una col·lecció de funcions {\displaystyle \{{\varphi _{j}}\}_{j\in N}} on
{\displaystyle \varphi _{j}:\prod _{j\in N}D_{j}\rightarrow \mathbb {R} \,}.
A N li direm el conjunt de jugadors, a cada {\displaystyle D_{j}} el conjunt d'estratègies pures del jugador j i a {\displaystyle \varphi _{j}} la funció de pagament del jugador j.
De vegades per comoditat es farà servir una sola funció de pagament que consistirá en considerar cadascuna {\displaystyle \varphi _{j}} com la j-ena component d'un vector N-dimensional, és a dir, és considerará un joc rectangular {\displaystyle (N,D_{j},\phi )}, amb
{\displaystyle \varphi :\prod _{j\in N}D_{j}\rightarrow {\mathbb {R} }^{N}\,}.
Denotarem {\displaystyle \prod _{i\in N}D_{i}=D}

### Estratègia mixta
Donat un joc rectangular {\displaystyle (N,D_{j},{\phi }_{j})}, diem que {\displaystyle X^{j}\in R^{l_{j}}} és una estratègia mixta del jugador j, si per tota {\displaystyle \sigma ^{j}\in D_{j}}, {\displaystyle x_{\sigma ^{j}}^{j}\geq 0} y {\displaystyle \sum _{\sigma ^{j}\in D_{j}}x_{\sigma j}^{j}=1}. El enter {\displaystyle l_{j}} denota el nombre de estratègies pures del jugador j.
Intuïtivament, una estratègia mixta és un vector que associa certa probabilitat a cada estratègia pura del jugador j, d'ací que cada entrada hagi de ser no negativa y la suma de totes ellas sigui 1.
A una estratègia mixta {\displaystyle X^{j}} del jugador j, {\displaystyle x_{\sigma ^{k}}^{j}} s'interpreta como el pes o probabilitat que el jugador j li associï a la seva estratègia pura {\displaystyle \sigma ^{k}}.
La lletra {\displaystyle M_{j}} denotarà al conjunt d'estratègies mixtes del jugador j i M al producte cartesià dels conjunts {\displaystyle M_{j}}. A cada element de M li direm un perfil d'estratègies mixtes.
En particular, podem tenir en consideració una estratègia mixta de la forma {\displaystyle x_{\sigma ^{k}}^{j}=1} per a algú k, {\displaystyle x_{\sigma ^{i}}^{j}=0} par tot i diferent de k. Aquestes estratègies corresponen a les estratègies pures, per això és que aquestes darreres siguin un cas particular de les estratègies mixtes.

### Funció de pagament esperat
La funció de pagament esperat d'un joc rectangular {\displaystyle (N,\{D_{j}\}_{j\in N},\varphi )} és la funció {\displaystyle E:M\rightarrow \mathbb {R} ^{N}} definida com:
{\displaystyle E(X^{1},X^{2},...,X^{N})=\sum _{(\sigma _{1},\sigma _{2},...,\sigma _{N})\in D}x_{\sigma _{1}}^{1}x_{\sigma _{2}}^{2}...x_{\sigma _{N}}^{N}\varphi (\sigma _{1},\sigma _{2},...,\sigma _{N})}
Intuïtivament, la funció de pagament esperat es basa en la definició de valor esperat, és a dir, el pagament mitjà per a cada jugador consistirà en la suma de cada guany possible (donat per {\displaystyle \varphi }) per la probabilitat que es doni un guany (aquesta probabilitat és justament el producte de les {\displaystyle \sigma _{j}}). Per aquesta raó existeix implícitament una suposició d'independència a la presa de decisions, és a dir, encara que els jugadors puguin arribar a pactar, al moment de prendre la seva decisió no existeix cap força externa que els obligui a mantenir la seva paraula.
Denotarem la funció de pagament esperat del jugador j como {\displaystyle E_{j}}, que estarà definida com la j-ena component de la funció de pagament esperat.
Aquestes funcions són importants tant a la teoría como en la pràctica, perquè estan estretament relacionades amb els equilibris de Nash.

## Exemple
|   | A    | B    |
| A | 1, 1 | 0, 0 |
| B | 0, 0 | 1, 1 |

El joc mostrat a la dreta es coneix com a joc de coordinació. En ell, un jugador tria les files i un altre les columnes. El jugador de les files rep la recompensa marcada pel primer dígit, el de les columnes la marcada pel segon. Si el de les files opta per jugar A amb probabilitat 1 (és a dir, juga A segur), llavors està jugant una estratègia pura. Si el de les columnes tria llançar una moneda i jugar A si surt cara i B si surt creu, llavors està jugant una estratègia barrejada.

## Rellevància
John Forbes Nash va provar que hi ha un equilibri per a cada joc finit (després, aquest equilibri es coneixerà com a equilibri de Nash). L'equilibri de Nash es pot dividir en dos tipus:
Els equilibris de Nash d'estratègia pura són equilibris de Nash on tots els jugadors juguen estratègies pures. En canvi, els equilibris de Nash d'estratègia barrejada són equilibris on almenys un jugador juga una estratègia barrejada. Mentre que Nash va demostrar que cada joc finit té un equilibri de Nash, no tots tenen equilibris de Nash d'estratègia pura. Per exemple, un joc que no té equilibri de Nash per a estratègies pures és Pedra-Paper-Tisores.